# Аль-Хатер, Лолва Рашид Мохаммед
Лолва Рашид Мохаммед Аль-Хатер (араб. لؤلؤة الخاطر‎; род. Доха, Катар) — катарский дипломат, министр образования и высшего образования Катара с 12 ноября 2024 года. Первая катарская женщина, занявшая должность пресс-секретаря министерства иностранных дел Катара и помощника министра иностранных дел Катара.
Лолва Аль-Хатер получила степень магистра компьютерных наук и изначально работала инженером в нефтегазовой области. Она получила степень магистра искусств в области государственной политики, уделяя особое внимание государственной политике и исламу. Согласно её биографии, она является по совместительству лектором в Дохинском институте постдипломного образования и научным сотрудником Форума Оксфордского залива и Аравийского полуострова в колледже Святого Антония в Оксфордском университете. Также она кандидат в доктора философии в Оксфордском университете в области востоковедения, исследует ислам и современность в контексте арабской Нахды.
Аль-Хатер вошла в министерство иностранных дел Катара в качестве полномочного министра. Она была директором по планированию и качеству в Управлении туризма Катара и руководителем исследовательского проекта в Катарском фонде образования, науки и общественного развития. В 2017 году Аль-Хатер была назначена Мохаммедом бин Абдулрахманом Аль Тани пресс-секретарём Министерства иностранных дел, и стала первой женщиной, занявшей этот пост. Это назначение было названо важным шагом вперёд в представительстве женщин в правительстве Катара. В этой роли она была «одним из самых видных голосов», выступавших за Катар во время катарского дипломатического кризиса 2017 года, согласно Al Khaleej, и настаивала на «значимом решении» сирийской гражданской войны. В 2019 году она была назначена Эмиром Тамимом бин Хамадом Аль Тани помощником министра иностранных дел.
Аль-Хатер — пресс-секретарь Верховного комитета по управлению кризисными ситуациями в Катаре. В этой роли она проводила ежедневные брифинги для общественности на катарском телевидении во время пандемии COVID-19.
Она является членом Консультативного совета Джорджтаунского университета в Катаре.

## Сочинения
- Tok, M. Evren. Policy-making in a transformative state : the case of Qatar / M. Evren Tok, Lolwah R. M. Al-Khater, Leslie A. Pal. — London : Palgrave Macmillan, 2016. — ISBN 978-1-137-46639-6.
- Al-Khater, Lolwah. Educational Outputs and Labor Market Needs: A study on Labor Market Issues and methods of Addressing Them. — General Secretariat of the Gulf Cooperation Council.